# 弓河

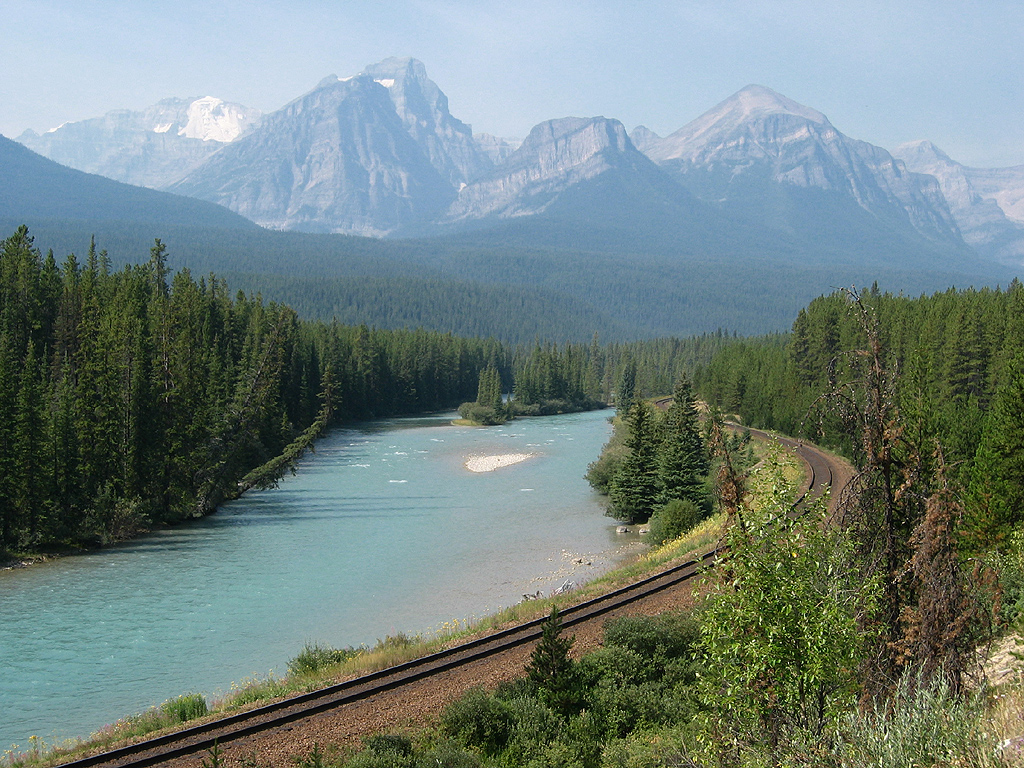
弓河流经班夫国家公园。

弓河（英語：Bow River）是加拿大艾伯塔的一条河流。它是南萨斯喀彻温河的一条支流，并被认为是纳尔逊河的源头。
弓河的名字来源于河流两岸的芦苇，这些芦苇被当地的第一民族用作制作弓；佩甘（Peigan）民族将河流取名为"Makhabn"，意为“制作弓的野草生长的河流”。

## 流经路线

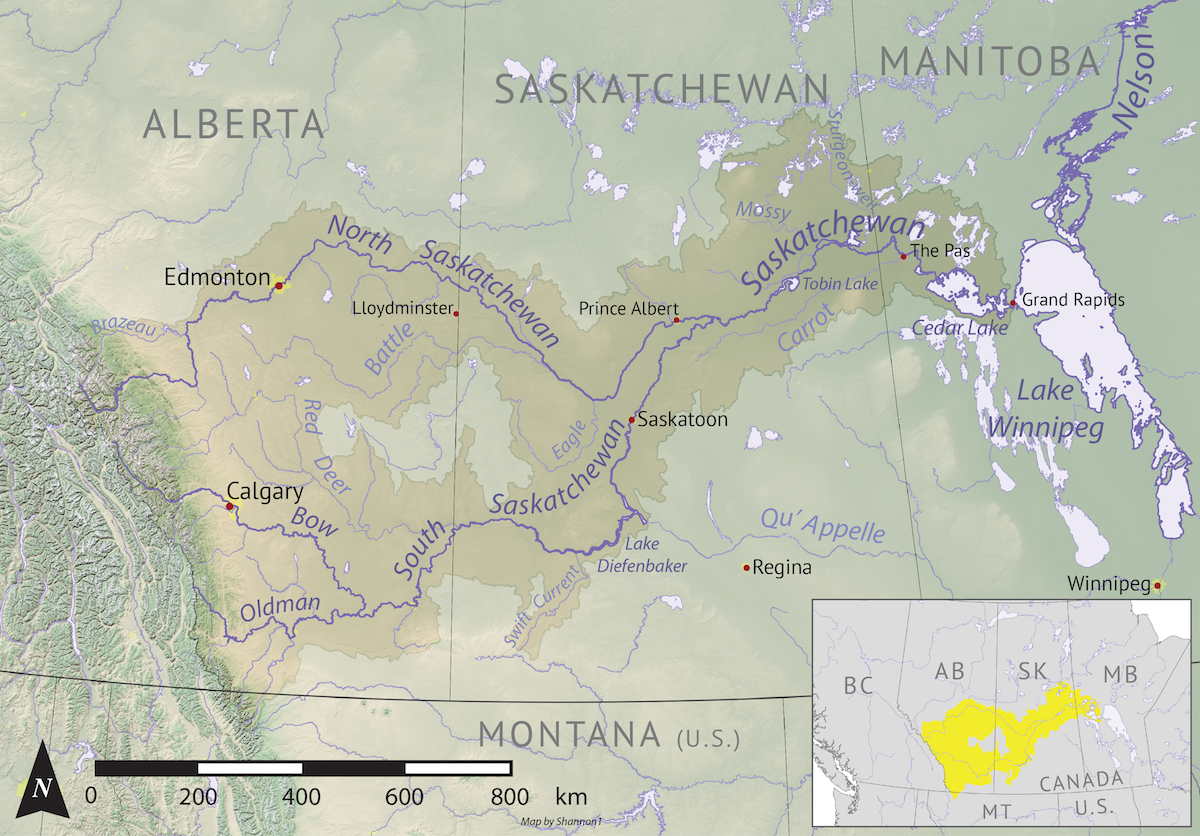
萨斯喀彻温河流域，包括了弓河。

弓河起源于加拿大落基山脉的弓河冰川和弓湖，向南流至路易斯湖，然后转而向东，相继穿过班夫镇和坎莫尔。之后汇入科克伦上方的戈斯特湖水库，继续向东到达卡尔加里。随后弓河和奧文河在阿尔伯塔南部汇合，之后汇入南萨斯喀彻温河。南萨斯喀彻温河的河水通过萨斯喀彻温河、溫尼伯湖和纳尔逊河，最终流入哈德逊湾。
弓河两岸的城镇保括路易斯湖、班夫镇、坎莫尔、科克伦、卡尔加里、阿罗伍德。
弓河全长587公里，流域面积为26,200平方公里。